# Jesper Just
Jesper Just (12 de junio de 1974 - Copenhague) es un artista danés. Es licenciado por la Real Academia de Bellas Artes de Dinamarca (1997 - 2003)

## Obra
- Some Draughty Window (2007)
- A Vicious Undertow (2007)
- It Will All End In Tears (2006)
- Something to Love (2005)
- The Lonely Villa (2004)
- Bliss and Heaven (2004)
- A Fine Romance (2004)
- The Sweetest Embrace of All (2004)
- No Man Is an Island II (2004)
- Invitation to Love (2003)
- This Love is Silent (2003)
- No Man Is an Island (2002)
- The Man who Strayed (2002)
- Boys Keep Swinging (2002)
- Miss Lonelyheart (2002)
- Victim-as-hero / Michael Douglas, a social looser (2001)
- Montag (2000)